# 14154 Negrelli
14154 Negrelli eller 1998 SZ106 är en asteroid i huvudbältet som upptäcktes den 26 september 1998 av LINEAR i Socorro County, New Mexico. Den är uppkallad efter David Negrelli.
Asteroiden har en diameter på ungefär 5 kilometer.